# Czarny rynek w Paryżu
Czarny rynek w Paryżu (fr. La traversée de Paris) – francusko-włoski komediodramat z 1956 w reżyserii Claude'a Autant-Lary z Bourvilem i Jeanem Gabinem w rolach głównych. Adaptacja filmowa opowiadania Marcela Aymé pod tym samym tytułem.
W filmie jedną ze swych pierwszych ważniejszych ról zagrał Louis de Funès.

## Fabuła
Rok 1942, Paryż. Francja znajduje się pod niemiecką okupacją. Były taksówkarz Marcel Martin działa na tak zwanym „czarnym rynku” przemycając mięso. Właśnie pomaga swemu szefowi, sklepikarzowi Jambierowi w szlachtowaniu wieprzka. Później ma dostarczyć wieprzowinę w czterech walizkach do jednej z odległych dzielnic Paryża. Ponieważ jego stały współpracownik został aresztowany, postanawia zaangażować do pomocy bliżej nieznanego mu Grandgila.

## Obsada
- Bourvil – Marcel Martin
- Jean Gabin – Grandgil
- Jeannette Batti – Mariette Martin, żona Marcela
- Louis de Funès – Jambier
- Jacques Marin – właściciel restauracji "Saint Martin"
- Monette Dinay – pani Jambier
- René Hell – ojciec Jambiera
- Robert Arnoux – Marchandot
- Myno Burney – pani Marchandot
- Jean Dunot – Alfred Couronne, właściciel kawiarni
- Georgette Anys – Lucienne Couronne, właścicielka kawiarni
- Bernard La Jarrige – tajniak
- Harald Wolff – niemiecki komendant
- Paul Barge – wieśniak
- Laurence Badie – kelnerka

i inni